# Achim (Börßum)
Achim – dzielnica gminy Börßum w Niemczech, w kraju związkowym Dolna Saksonia, w powiecie Wolfenbüttel, w gminie zbiorowej Oderwald.
Do 31 października 2011 była to samodzielna gmina.